# Рулонні покрівельні матеріали

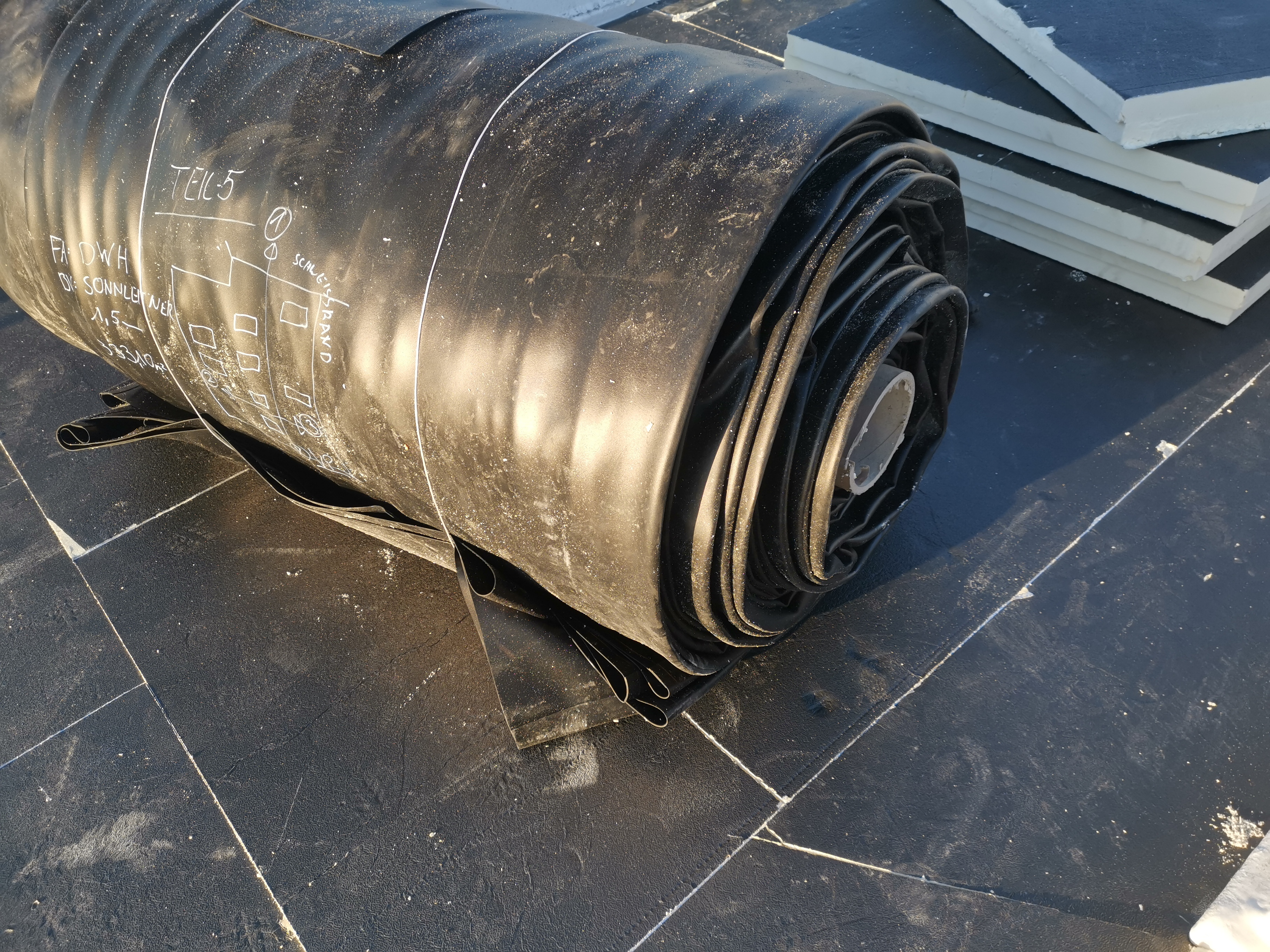
Руберойдна покрівля, скручена в рулон

Руло́нні покріве́льні матеріа́ли використовуються у будівництві для гідроізоляції. Бувають основні та безосновні рулонні матеріали. Основні виготовляють шляхом обробки основи (покрівельного картону, азбестового паперу, склотканини та ін) бітумами, дьогтем та їх сумішами. Безосновні отримують у вигляді полотнищ певної товщини, застосовуючи прокатку сумішей, складених з органічного в'яжучого (частіше бітуму), наповнювача (мінерального порошку або подрібненої гуми) і добавок (антисептика, пластифікатора).
Найпоширенішими рулонними покрівельними матеріалами є руберойд, пергамін і толь.

## Толь

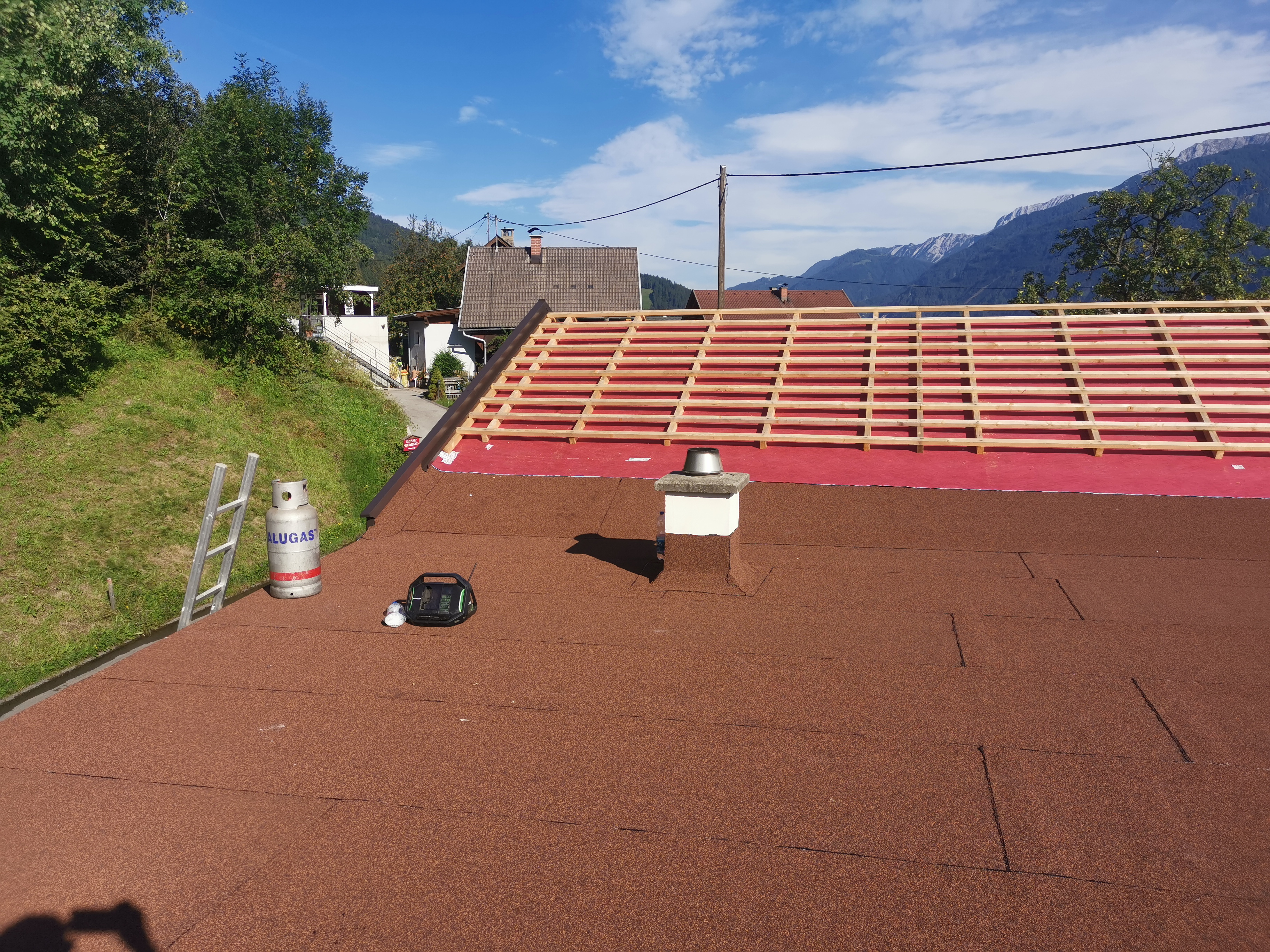
Толева покрівля

Толь (від фр. tôle — «листове залізо») — папір, просочений вугільними або сланцевими дьогтями, що надає йому водонепроникності. Толь може бути з мінеральною посипкою (крупнозерниста, піщана) і без посипки (толь-шкіра).

## Руберойд

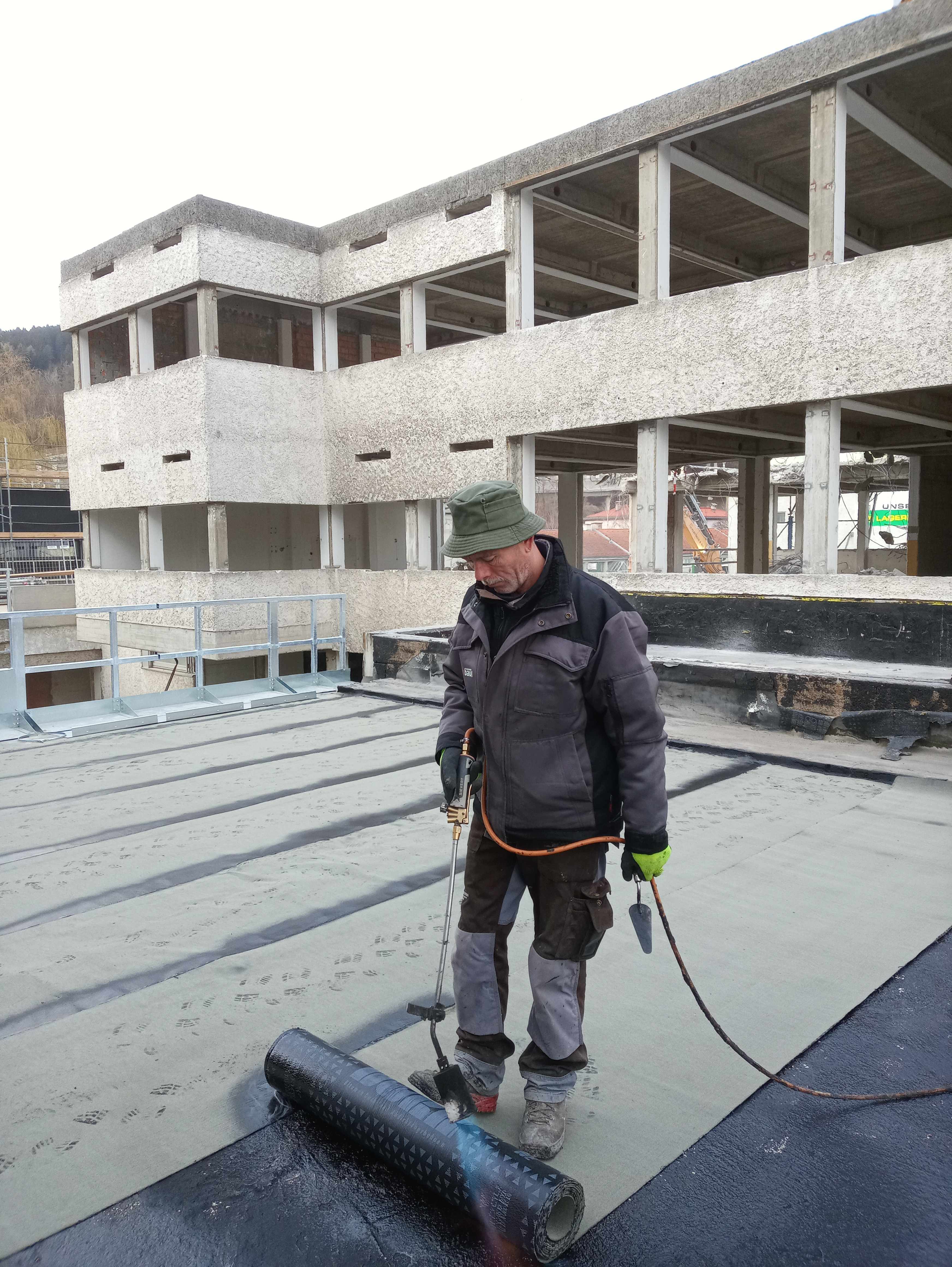
Укладання руберойду

Руберойд (від англ. rubberoid — «гумоподібний») — матеріал, основа якого просочена м'якими нафтовими бітумами і покрита шаром тугоплавкого бітуму з наповнювачем. Різновиди руберойду — склоруберойд (на основі склотканини) і руберойд наплавний (його наклеюють без мастики, шляхом розплавлення нижнього покрівельного шару).

## Євроруберойд
Євроруберойд — це рулонна бітумно-полімерна мембрана довжиною 10-15 м, і шириною 1 м. Вона має принципово відмінний склад від традиційного руберойду. Армована основа євроруберойду складається або зі склополотна, або з поліестеру.
У виробництві євроруберойду використовують модифікатори: атактичний поліпропілен (АПП), стирол-бутадієн-стирол (СБС).

### Маркування євроруберойду[1]
- вид армуючої основи (ПЕ/СХ);
- вид модифікатора (АПП/СБС);
- показник гнучкості на брусі (°С);
- показник теплостійкості (°С);
- питома вага (кг/кв.м);
- вид верхнього покриття (плівка, базальт, гранвідсів)

## Пергамін
Пергамін — рулонний безпокровний матеріал, що отримується просоченням покрівельного картону розплавленим нафтовим бітумом з температурою розм'якшення не нижче 40 °C. Слугує підкладковим матеріалом під руберойд і використовується для пароізоляції.
Пергамін являє собою покрівельний матеріал з покрівельного картону, просоченого нафтовими бітумами. На відміну від руберойду, пергамін не має на поверхні покривного шару бітуму.
Пергамін виготовляється на руберойдних машинах (при цьому залишаються невикористаними покривна ванна, посипальні бункери, а також велика частина холодильного обладнання) або на спеціальних пергамінових апаратах, що складаються з розмотувальні верстата для картону, магазину запасу картону, просочувальної ванни з віджимними вулицями, охолоджуючих циліндрів і намотувального верстата.
У виробництві пергаміну застосовується нафтовий бітум з температурою розм'якшення не нижче 42 °C.
За технічними умовами пергамін випускається чотирьох марок: П-350, П-300, П-250 і П-200 шириною від 650 до 1 050 мм. Площа рулону 20+0,5 м². Вага рулону для зазначених марок відповідно не нижче 13, 11, 9 і 7 кг. Опір розриву смуги пергаміну шириною 50 мм відповідно не менше 27, 25, 22 і 20 кг.
Пергамін використовується головним чином для нижніх шарів багатошарових покрівельних покриттів при укладанні на гарячих мастиках з забарвленням останніх і засипанням суцільним шаром гравію, шлаку або з захистом плитками. Він застосовується також для будівель усіх класів як підкладковий матеріал під руберойд при укладанні на гарячих мастиках.
Хороші результати дає укладка пергаміну під фасонні бітумні листи, азбестоцементні плити і черепицю для зменшення водопроникності та продувності покрівель із цих матеріалів.
Полотнища пергаміну наклеюються на покрівлю так само, як полотнище руберойду.

## Характеристики різних типів покрівельних матеріалів
| Властивість                                           | Руберойд | Євроруберойд | Полімерні мембрани |
| ----------------------------------------------------- | -------- | ------------ | ------------------ |
| Морозостійкість, атмосферостійкість, озоностійкість   | низька   | висока       | висока             |
| Стійкість до окиснення і дії УФ-променів              | низька   | висока       | висока             |
| Деформативність                                       | мала     | висока       | дуже висока        |
| Еластичність низька                                   | висока   | дуже         | висока             |
| Теплостійкість                                        | низька   | висока       | дуже висока        |
| Схильність до гниття                                  | так      | немає        | немає              |
| Термін експлуатації, років                            | 3        | 20           | 30 — 50            |
| Трудомісткість при устрої покрівлі                    | висока   | низька       | низька             |
| Можливість укладання за низьких температур            | немає    | так          | так                |
| Реальна вартість з урахуванням експлуатаційних витрат | висока   | низька       | низька             |
| Експлуатаційні витрати на ремонт                      | високі   | низькі       | низькі             |

На ринку покрівельних матеріалів внаслідок підтримки виробниками морально застарілих товарів асортиментна структура споживання кардинально відрізняється від аналогічної в індустріально розвинених країнах.